# إسقاط (هندسة)
في الجبر الخطي والتحليل الدالي، الإسقاط (بالإنجليزية: Projection)‏ هو كل تحويل خطي {\displaystyle P} من الفضاء المتجهي نحو نفسه حيث {\displaystyle P^{2}=P}. بتعبير آخر، P هو حيث إذا طُبق مرتين على قيمة معينة، فكأنما طُبق مرة واحدة (تسمى هذه الخاصية بتساوي القوى).
العناصر الأساسية في جميع أنواع الاسقاط هي مركز ومستوى الاسقاط. وفقا لطبيعة مركز الاسقاط: نقطة نهائية أو لانهائية، الاسقاط ينقسم إلى نوعين الإسقاط المتوازي والإسقاط المركزي (أو المنظور).
انظر إلى إسقاط تمثيلي ثلاثي الأبعاد.

## تعريفات
الإسقاط على فضاء متجهي {\displaystyle V} هو تحويل خطي {\displaystyle P:V\to V} حيث {\displaystyle P^{2}=P}.

## أمثلة

### إسقاط عمودي
على سبيل المثال، الدالة التي تصل النقطة {\displaystyle (x,y,z)} في الفضاء ثلاثي الأبعاد {\displaystyle \mathbb {R} ^{3}}، بالنقطة {\displaystyle (x,y,0)} هي إسقاط عمودي على المستوى xy. هذه الدالة تُمثل بالمصفوفة
{\displaystyle P={\begin{bmatrix}1&0&0\\0&1&0\\0&0&0\end{bmatrix}}.}
{\displaystyle P{\begin{bmatrix}x\\y\\z\end{bmatrix}}={\begin{bmatrix}x\\y\\0\end{bmatrix}}.}
{\displaystyle P^{2}{\begin{bmatrix}x\\y\\z\end{bmatrix}}=P{\begin{bmatrix}x\\y\\0\end{bmatrix}}={\begin{bmatrix}x\\y\\0\end{bmatrix}}=P{\begin{bmatrix}x\\y\\z\end{bmatrix}}}.

## الخصائص والتصنيف

### إسقاط عمودي
- هذا الإسقاط يشتمل على أساليب تمثيل هندسي مثل طريقة مونج والأكسونومتري العمودية: ايزوميترك (عندما تشكل المحاور xyz، زاوايا متساوية بالنسبة لمستوى الاسقاط)، ديمتريك (عندما اثنين من المحاور يشكلان زاوايتين متساويتين بالنسبة لمستوى الاسقاط. تريمترك ((عندما تشكل المحاور xyz، زاوايا مختلفة بالنسبة لمستوى الاسقاط)

### إسقاط مائل (هندسة وصفية)
حسب التوازي أو عدمة بين أحد المستويات الاحداثية (xy, yz, xz) ومستوى الإسقاط π, يمكن تصنيف الإسقاط المائل إلى نوعين من الأكسونومتري:
- اكسونومتري كافاليرا، عندما يكون هناك توازي أو تطابق بين أحد المستويات الإحداثية ومستوى الاسقاط π .
- اكسونومتري عامة، عندما لا يوجد هناك توازي بين أحد المستويات الاحداثية مع π.

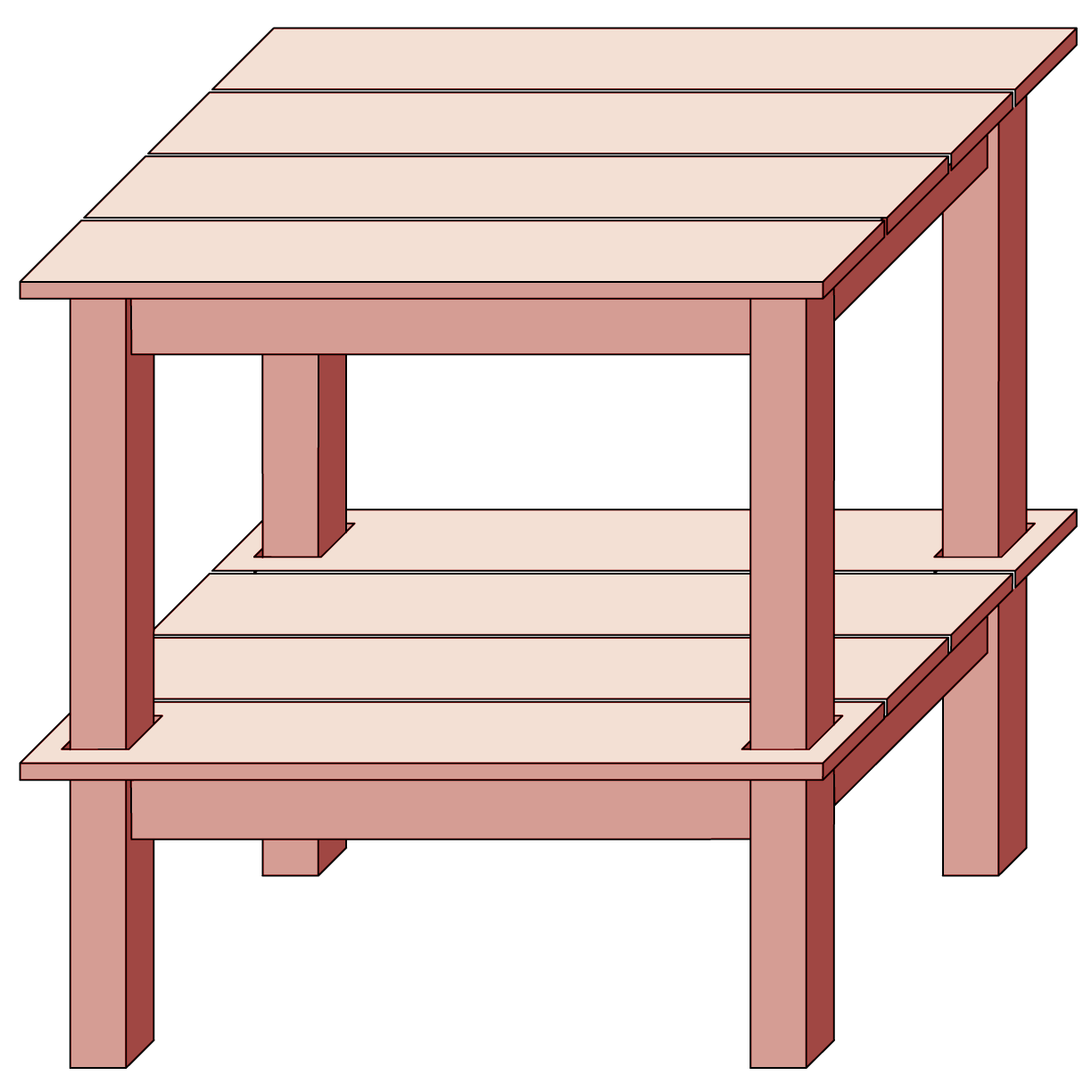
كافاليرا امامية

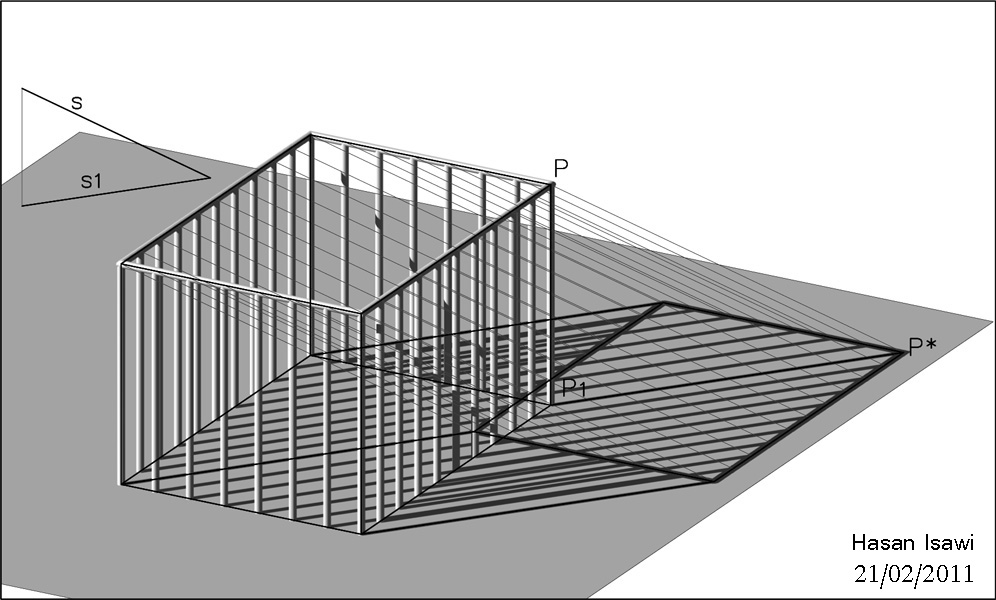
الظلال الناتجة من مصدر ضوء لانهائي تعتبر اسقاط متوازي. وفي الحالة التي تكون خطوط اشعة الضوء مائلة بالنسبة للمستوى المتلقي الظل, الاسقاطات تسمة اسقاطات مائلة

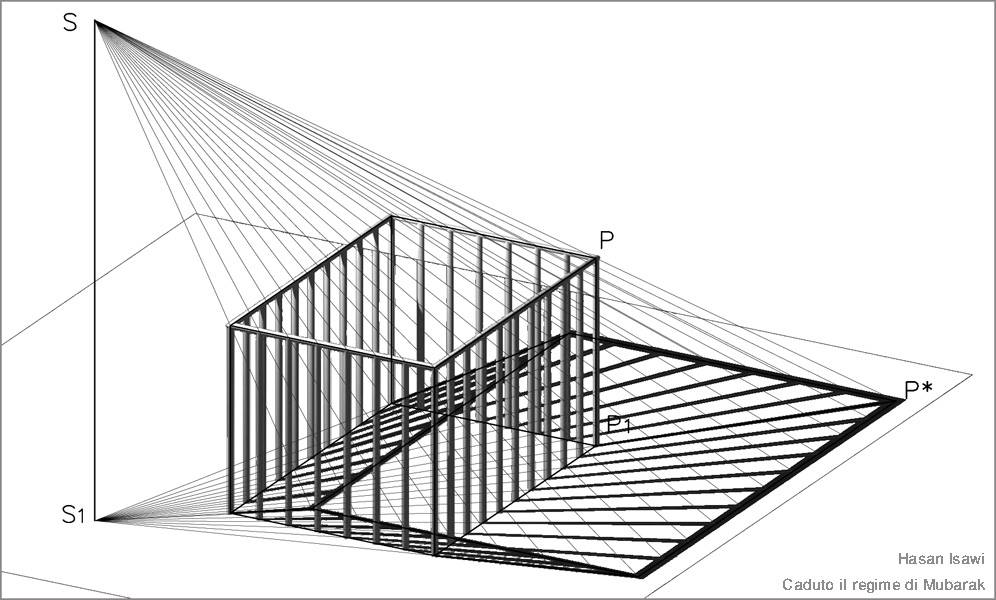
الظلال الناتجة من مركز ضوء نهائي, تعتبر اسقاط مركزي أو منظور

وبالتالي العناصر الأساسية في الإسقاطات المتوازية هي اتجاه الإسقاط D ومستوى الإسقاط p. ووفقا للزاوية F المتشكلة بين D وp، الإسقاط المتوازي ينقسم إلى فئتين:
- الإسقاط العمودي، عندما تكون الزاوية F قائمة بالنسبة للمستوى p.
- الإسقاط المائل، عندما الزاوية F لا تساوي 90 درجة.